# Okhotsk Museum Esashi
Le Okhotsk Museum Esashi (オホーツクミュージアムえさし, Ohōtsukumyūjiamu Esashi) est un musée d'histoire naturelle situé à Esashi, district d'Esashi, dans la sous-préfecture de Sōya sur l'île de Hokkaidō au Japon inauguré en 1999.

## Présentation
Le musée est essentiellement consacré à l'histoire et à l'environnement de la Mer d'Okhotsk et de ses alentours. Il comprend de nombreux animaux naturalisés ainsi que la collection des objets trouvés durant les fouilles du site de Menashidomari, inscrits en tant que « Biens culturels importants »,,.

## Galerie
|                 |
| Hall principal. |

|                |
| Premier étage. |

|                                    |
| Reconstitution d'une maison aïnou. |

|                       |
| Ours brun naturalisé. |

|        |
| Épées. |